# Kajama
Die Kajama ist ein ehemaliger Frachtmotorsegler mit stählernem Rumpf und drei Masten. Das Schiff wurde 1930 als Jacht-Schoner in Rendsburg gebaut und fuhr bis 1991 als Kümo in Nord- und Ostsee.

## Geschichte
Der Motorsegler vom Typ Ich Verdiene, dem ersten deutschen Serien-Küstenschiffstyp, wurde im Jahre 1930 schon als Wilfried auf der Schiffswerft Nobiskrug in Rendsburg gebaut. Den Bauauftrag für den Neubau mit der Baunummer 395 erteilte Kapitän Wilkens. Das Schiff wurde am 16. August 1930 an Kapitän Wilkens ausgeliefert.
Das Schiff wurde mehrmals umgebaut und 1960 an Kapitän Karl Asmussen im dänischen Egersund verkauft. Asmussen nannte das Schiff in Kajama um. Das Schiff fuhr noch bis in die 1970er Jahre als Segelschiff und wurde dann zum Motorschiff umgebaut. Im Januar 1999 kaufte die Great Lakes Schooner Company im kanadischen Toronto das Schiff und baute es wieder zum Segelschiff um. Das Schiff ist heute mit einer Tragfähigkeit von 477 Tonnen mit 263 BRT vermessen. Es wird als Ausflugsschiff in Toronto, Kanada, eingesetzt.

## Schiffsbeschreibung
Die Kajama ist 39,25 Meter lang, 6,99 Meter breit und hat einen Tiefgang von 3,66 Metern. Sie war ursprünglich bei einer Tragfähigkeit von 220 Tonnen mit 203 BRT vermessen. Der Rumpf besteht aus genietetem Stahl. Der Motorschoner hatte drei Masten, die Takelung entspricht einem gaffelgetalkelten Schoner. Die Segelfläche betrug 210 Quadratmeter.
Der Motorschoner mit Spiegelheck ist ein Dreimaster mit Schonerbesegelung und einem weit achtern angeordneten Ruderhaus. Die Formgebung orientierte sich am pommerschen Yachtschoner. Als Antrieb diente zunächst ein Junkers-Dieselmotor mit etwa 120 Pferdestärken, im Laufe der Betriebsjahre erhielt das Schiff später eine Neumotorisierung mit größerer Leistung.